# Pesco Sannita
Pesco Sannita ist eine Gemeinde in Italien in der Region Kampanien in der Provinz Benevento mit 1840 Einwohnern (Stand 31. Dezember 2023).

## Geographie

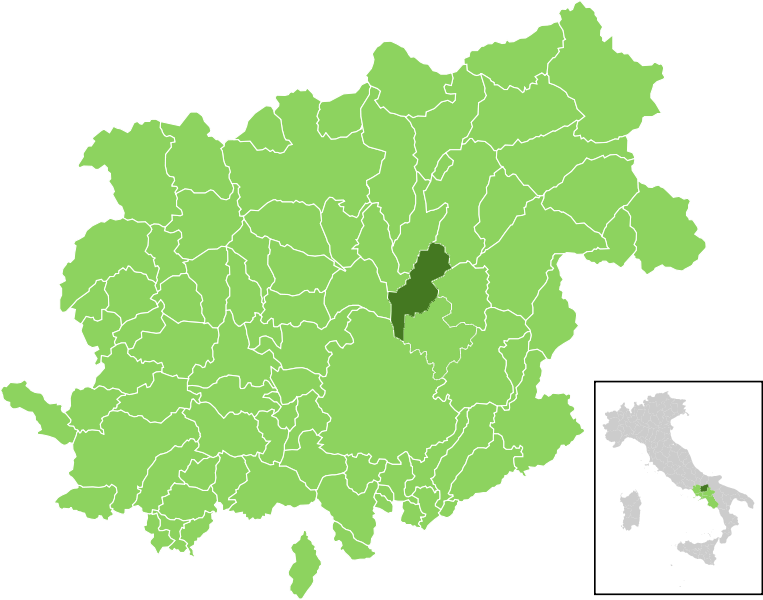
Lage von Pesco Sannita

Die Gemeinde liegt etwa 14 km nördlich der Provinzhauptstadt Benevento und westlich des Flusses Tammaro. Die Nachbargemeinden sind Benevento, Fragneto l’Abate, Fragneto Monforte, Pago Veiano, Pietrelcina, Reino und San Marco dei Cavoti.

## Wirtschaft
Die Gemeinde lebt hauptsächlich von der Landwirtschaft in Form von Oliven, Getreide, Obst und der Erzeugung von Käse.

## Infrastruktur

### Straße
- Strada statale 212 della Val Fortore

### Bahn
- Bahnstrecke Benevento–Campobasso

### Flug
- Flughafen Neapel

## Sehenswürdigkeiten
- Zoo delle Maitine

## Persönlichkeiten
- Fernando Masone (1936–2003), Polizeichef